# Hallefjorden
Hallefjorden er en 10 kilometer lang fjord langs kommunegrænsen mellem Vanylven og Sande kommune på Sunnmøre  i Møre og Romsdal fylke i Norge. Fjorden går langs sydvestsiden af Gurskøya og nord for Brandalsstranda.
Fjorden har indløb i nordvest mellem Marøyna i vest og Hellebygda i øst og går først mod syd. Lige syd for Marøyna ligger Åramsundet som går mod vest til Haugsfjorden. Syd for Åramsundet ligger Åram og på den modsatte side af fjorden ligger bygden Larsnes. Ved Sørbrandal drejer fjorden mod øst. Bjørlykkja ligger på sydsiden af fjorden, som ender mellem Koparneset i syd og Årvika i nord. Mellem disse to steder er der færgeforbindelse.
Den største dybde i fjorden er 360 meter.
Videre mod øst fortsætter den som Rovdefjorden, mens Syvdsfjorden går mod syd fra Koparneset. 
Fylkesvej 61 går på Gurksøysiden af fjorden, mens Fylkesvej 2  går langs syd- og vestsiden.